# Альфонсо V Великодушный
Альфонсо V Великодушный (исп. Alfonso V el Magnánimo; 1396, Медина-дель-Кампо — 27 июня 1458, Неаполь) — король Арагона, Сицилии и Сардинии с 1416 года, герцог Афинский и граф Барселонский, титулярный король Иерусалимский с 1443 года, король Неаполя под именем Альфонс I с 1442 года. Представитель династии Трастамара. Известный полководец  и меценат, завоевавший Неаполитанское королевство.

## Биография
Сын короля Арагона и Сицилии Фердинанда I Справедливого и Элеоноры Урраки Кастильской (1374—1435). Наследовал отцу в 1416 году.
С самого начала своего правления молодой Альфонсо выдвигал претензии на владение Корсикой и Сардинией. В 1420 году вступил в войну с Генуей за обладание Корсикой.
В 1420 году Альфонсо был усыновлён бездетной неаполитанской королевой Джованной II, против которой начал войну претендент на Неаполь в третьем поколении Людовик III Анжуйский. В сентябре 1420 года Альфонс V со своим флотом прибыл в Неаполь и был провозглашен сыном и наследником Джованны и получил традиционный для неаполитанских престолонаследников титул герцога Калабрийского. Война Альфонсо V и Джованны II против Людовика III Анжуйского закончилась в 1422 году победой Альфонсо.
Вскоре отношения между Альфонсо и Джованной II испортились. Альфонсо, пренебрегая правами своей приёмной матери, вёл себя как король Неаполя, жил во дворце королевы, его гвардия неоднократно вступала в стычки с придворными королевы. В мае 1423 года Альфонсо обманом заманил к себе Караччоло, фаворита Джованны II, а затем попытался арестовать и саму королеву. Предупреждённая заранее Джованна II бежала из Неаполя в Аверсу под защиту своего кондотьера Сфорцы, объявила об отрешении Альфонса от прав на престолонаследие и усыновила вместо него Людовика III Анжуйского.
В самом начале возобновившейся войны Альфонсо V был вынужден уехать в Арагон. В отсутствие Альфонсо его сторонники потерпели поражение, удержав лишь несколько прибрежных городов. Джованна II объявила своим наследником Людовика III Анжуйского, а после его смерти в 1434 году — его брата Рене Доброго.
К моменту смерти Джованны II (2 февраля 1435 года) Рене Добрый, ведший длительную борьбу за герцогство Лотарингию, находился в плену. Альфонсо V, воспользовавшись отсутствием законного наследника, захватил Неаполь. Освободившись из плена, Рене Добрый прибыл в Неаполь только в 1438 году. Война между королями-соперниками закончилась в 1442 году победой Альфонсо V. В том же году папа, верховный суверен Неаполя, признал Альфонсо королём этого государства.
В 1442—1458 годах Альфонсо постоянно жил в Неаполе, предпочитая Италию своим наследственным владениям. Король вел роскошный образ жизни, окружил себя многочисленными фаворитками, убедил многих арагонских и сицилийских вельмож переселиться в Неаполь, что придало его двору невиданный блеск. Альфонсо прославился как меценат, покровительствуя учёным и художникам. Годы его царствования оставили о себе память как настоящий золотой век, время мира, небывалого для прежде раздираемого войнами Неаполя.
Альфонсо V был женат на своей двоюродной сестре, Марии Кастильской (14 ноября 1401 — 4 сентября 1458), дочери кастильского короля Энрике III, но не оставил законных детей. Наследником Альфонсо в его наследственных владениях — Арагоне и Сицилии — стал его брат Хуан II Безверный. Приобретённое путём усыновления и завоевания Неаполитанское королевство Альфонсо завещал своему внебрачному сыну Фердинанду I (1423—1494).
Считается основателем Барселонского университета.

## В культуре
Альфонсо V является персонажем фильма «Фламандские секреты» («Тайны фламандцев») (1974 год).